# SmoothWall
Smoothwall je linuxová distribuce navržená k použití jako open source firewall. Smoothwall byl navržen pro jednoduchou obsluhu, je konfigurovatelný přes webové grafické uživatelské rozhraní a nepotřebuje žádnou předchozí znalost Linuxu k nainstalování a používání. Smoothwall je také soukromá softwarová společnost sídlící ve Velké Británii, která vyvíjí firewall a software třídící webový obsah. Současně také spravuje open source projekt SmoothWall.

## Historie
Smoothwall vznikl jako SmoothWall GPL, volně šiřitelná verze v srpnu 2000 s vlastní verzí prodávanou SmoothWall Ltd. od listopadu 2001. Nyní je dostupná v několika volných a placených verzích.
Podle údajů zveřejněných společností má Smoothwall v současně době přes 1 milión aktivních instalací po celém světě.

## Smoothwall Express
Smoothwall Express, původně SmoothWall GPL, je volně šiřitelná verze SmoothWallu, vyvinutá týmem SmoothWall Open Source Project a členy SmoothWall Ltd.

### SmoothWall GPL
SmoothWall GPL byl vyvinut Lawrencem Manningem a Richardem Morrellem a zveřejněn v srpnu 2000, aby poskytoval rychlé a jednoduše použitelné řešení problému se sdílením ISDN spojení se zbytkem jejich LAN. Vytvořen použitím Red Hat Linux, SmoothWall GPL měl původně dvě jednoduché funkce: vytočit a zavěsit připojení modemu a směřovat TCP/IP pakety z LAN do internetového připojení a zpět. Síť LAN byla schována před veřejnou sítí pomocí NAT, aplikovaného použitím ipchains.
Začínající verzí 0.9 v srpnu 2000, SmoothWall GPL 0.9.x série prošla několika verzemi založenými na 2.2 Linuxovém jádře, vrcholící verzí 0.9.9 SE v prosinci 2001, která byla pravděpodobně nejoblíbenějším GPL vydáním. Každé vydání vedlo k počtu vylepšení včetně PAT (port address translation), DMZ, PSTN, ISDN dial-up a podpory širokopásmového ADSL a Kabelový internet.
SmoothWall GPL 1.0 byl vydán v prosinci 2002, obsahoval všechny dříve vypuštěné záplaty a bezpečnostní opravy a ukončil vývoj 0.9.x/1.0 série, ačkoliv podpora trvala ještě další rok a půl.

#### Softwarové verze
- 30. srpen 2000 – SmoothWall 0.9
- 2. září 2000 – SmoothWall 0.9.1
- 9. září 2000 – SmoothWall 0.9.2
- 18. září 2000 – SmoothWall 0.9.4
- 15. listopad 2000 – SmoothWall 0.9.5LF
- 6. prosinec 2000 – SmoothWall 0.9.6
- 2. duben 2001 – SmoothWall 0.9.8
- 15. září 2001 – SmoothWall 0.9.9
- 10. prosinec 2002 – SmoothWall GPL 1.0

### SmoothWall Express 2
Byl vyvíjen od 2002 do 2003. Tým rozhodl, že název "SmoothWall GPL" není dostatečně pochopitelný pro nové zákazníky. 16. září 2003 byl produkt oficiálně přejmenován na SmoothWall Express což mělo lépe vystihonout rychlost instalace a nastavení.
Express vylepšil funkcionalitu SmoothWall GPL použitím 2.4 Linuxového jádra, vylepšil webové uživatelské rozhraní, udělal mnoho změn v existujících funkcích a přidal několik nových.
Po vydání verze 2.0 byl vývoj a testování softwaru řízen převážně zaměstnanci SmoothWall Ltd., mimofiremní programátoři odváděli minimum práce.

#### Softwarové verze
- 8. prosinec 2003 – SmoothWall Express 2.0
- 22. prosinec 2006 – SmoothWall Express 2.0 SP1

### SmoothWall Express 3
1. září 2005, na páté výročí vydání původního SmoothWall firewallu, byla vypuštěna alpha verze Smoothwallu 3.0 s kódovým označením "Grizzly", následovala "Panda" 23. prosince 2005 a "Koala" 22. prosince 2006. Express 3 používá 2.6 Linuxové jádro a byl vyvinut interně v SmoothWall Ltd. Jak pokračuje vývoj Express 3, tým vývojářů postupně expanduje a zahrnuje opět dobrovolníky mimo společnost. Beta vydání pojmenované "Degu" zlepšilo podporu ovladačů a přidalo nový vzhled GUI.
První stabilní verze Express 3 "Polar" byla vydána 22. srpna 2007.
V srpnu 2008 vyhrál SmoothWall Express 3 ocenění Best of Open Source Software Awards (BOSSIES) v kategorii open source bezpečnost. Výběr provedlo InfoWorld Test Center.

#### Softwarové verze
- 22. srpen 2007 – SmoothWall Express 3.0
- 8. leden 2009 – SmoothWall Express 3.0 SP1
- 6. říjen 2010 – SmoothWall Express 3.0 SP2
- 1. červen 2011 – SmoothWall Express 3.0 SP3
- 18. červen 2013 – First release candidate for SmoothWall Express 3.1
- 23. červenec 2013 – Second release candidate for SmoothWall Express 3.1 [5]
- 15 April 2014 – Fifth release candidate for 3.1 [6]

## Ocenění
- Linux Format, Best Security Tool, 2001[7]
- SC Magazine, Best Buy SME firewall, 2005